# Macrocoma buettikeriana
Macrocoma buettikeriana é uma espécie de escaravelho de folha de Arábia Saudita, Omã e Egipto descrito por Daccordi em 1979.